# Lacolle
Pour les articles homonymes, voir Lacolle (homonymie).
Lacolle est une municipalité du Québec, au Canada, située dans la municipalité régionale de comté du Haut-Richelieu en Montérégie. Dans son histoire, son économie s'est développée grâce à la foresterie, l'agriculture, la pêche et le transport fluvial. Aujourd'hui, l'économie touristique (principalement les activités nautiques) contribuent à son essor grâce à six kilomètres de rives sur la rivière Richelieu, à partir de la frontière américaine, jusqu'à la route 202 (Québec) qui traverse l'île Ash. Lacolle est la seule municipalité du Haut-Richelieu à être bordée au sud par l'État de New York.

## Toponymie
Séparée de Saint-Bernard-de-Lacolle à la fin du XIXe siècle, cette ville fut d'abord connue sous le nom de Cantic ce qui représente la première partie de Canada et de la dernière syllabe de Atlantic, car la paroisse doit sa naissance à la Canada Atlantic Railway. C'est en 1913 que l'ancienne municipalité adopte ce nom, nom déjà porté par la paroisse depuis 1908.

## Histoire

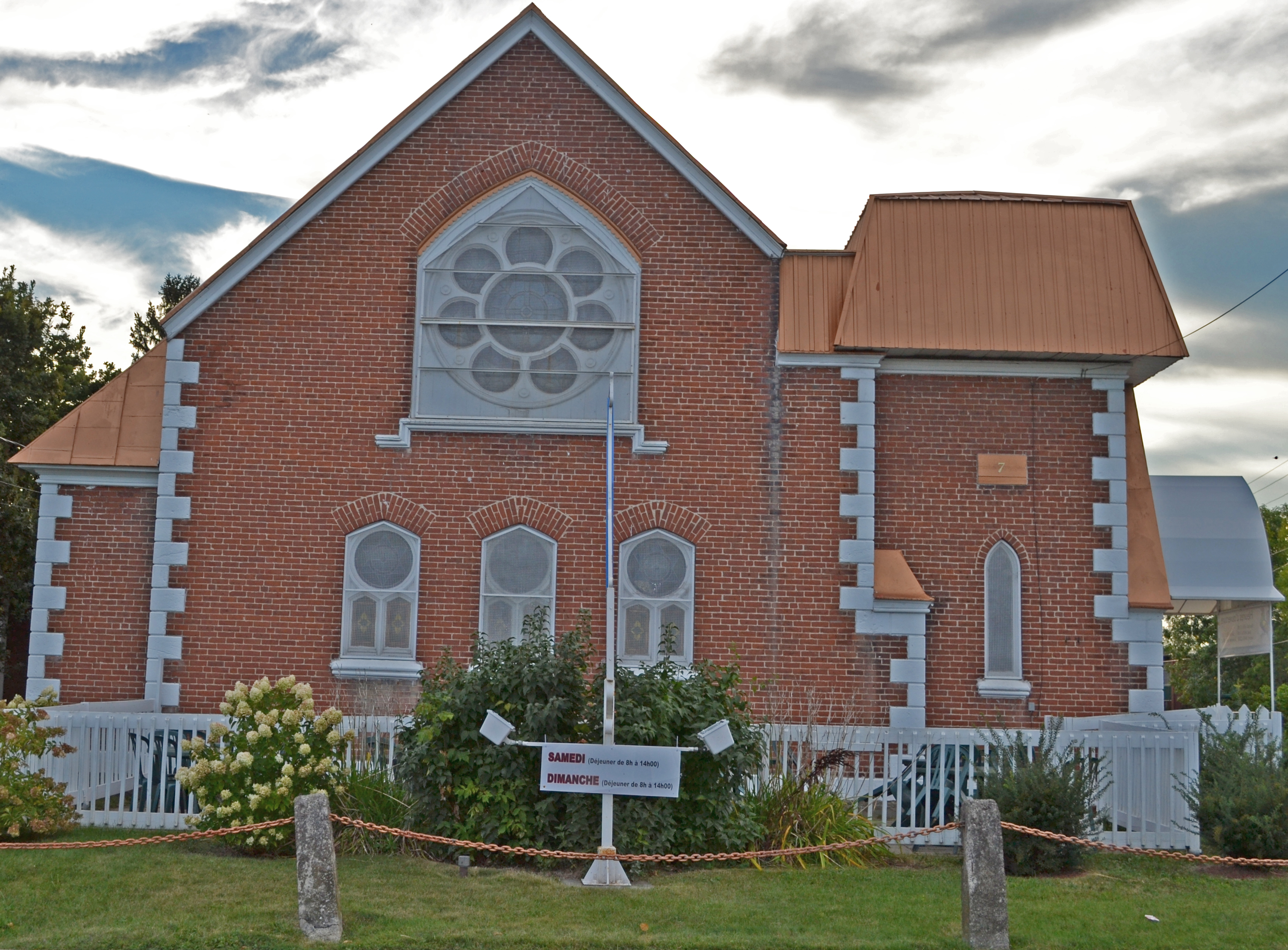
Ancienne église anglicane Saint-Saviour

Durant la Préhistoire amérindienne, le territoire a été occupé à plusieurs époques par les autochtones souvent semi-nomades qui vaquaient à la chasse, la pêche, la cueillette et la fabrication d'articles de subsistance. La seigneurie de Lacolle ou de Beaujau est concédée en 1733. Lacolle fut l'un des lieux importants lors de la Rébellion des Patriotes en 1838. Le général britannique John Colborne y vainquit les Patriotes après avoir fait brûler de nombreuses fermes susceptibles d'abriter des rebelles, notamment à La Prairie et Napierville. La rébellion prit fin avec l'arrestation de 1 000 personnes dont 58 furent envoyées en Australie ou en Jamaïque et 12 pendues haut et court à Montréal.
C'est également par Lacolle (via le Chemin des Patriotes, l'actuelle route 223) que passa le chef des Patriotes Louis-Joseph Papineau en 1838 pour s'exiler aux États-Unis pendant quelques années.
L’Église-d’Odelltown est un lieu historique marquant lors des rébellions patriotes de 1838.
L'actuelle municipalité de Lacolle a été créée en 2001 par l'annexion de la municipalité de paroisse de Notre-Dame-du-Mont-Carmel.
L'ancienne municipalité a eu son autonomie en 1920 par détachement de celle de Saint-Bernard-de-Lacolle. Le nom proviendrait de la seigneurie concédée à Daniel-Hyacinthe-Marie Liénard de Beaujeu en 1743 qui portait alors le nom de la Colle. Le terme « colle », en vieux français, désigne une petite colline. À quelques kilomètres au sud du village, une petite éminence se dresse près du Richelieu. Avec le temps, les deux composantes du nom ont été soudées, ce qui s'officialise avec l'ouverture du bureau de poste de Lacolle en 1832.
Ce toponyme existe également en Provence. Voir : La Colle-sur-Loup.

## Héraldique
| Aux confins, un accueil sans pareil |
| ----------------------------------- |

| L'écu de Lacolle se blasonne ainsi : Parti, au premier coupé à l'astrolabe d'or et d'argent au canon de sable, au second de gueules à la grappe de raisin d'or, au chef azur à trois ondulées d'argent interrompues au point du chef d'une borne d'or. |

## Géographie

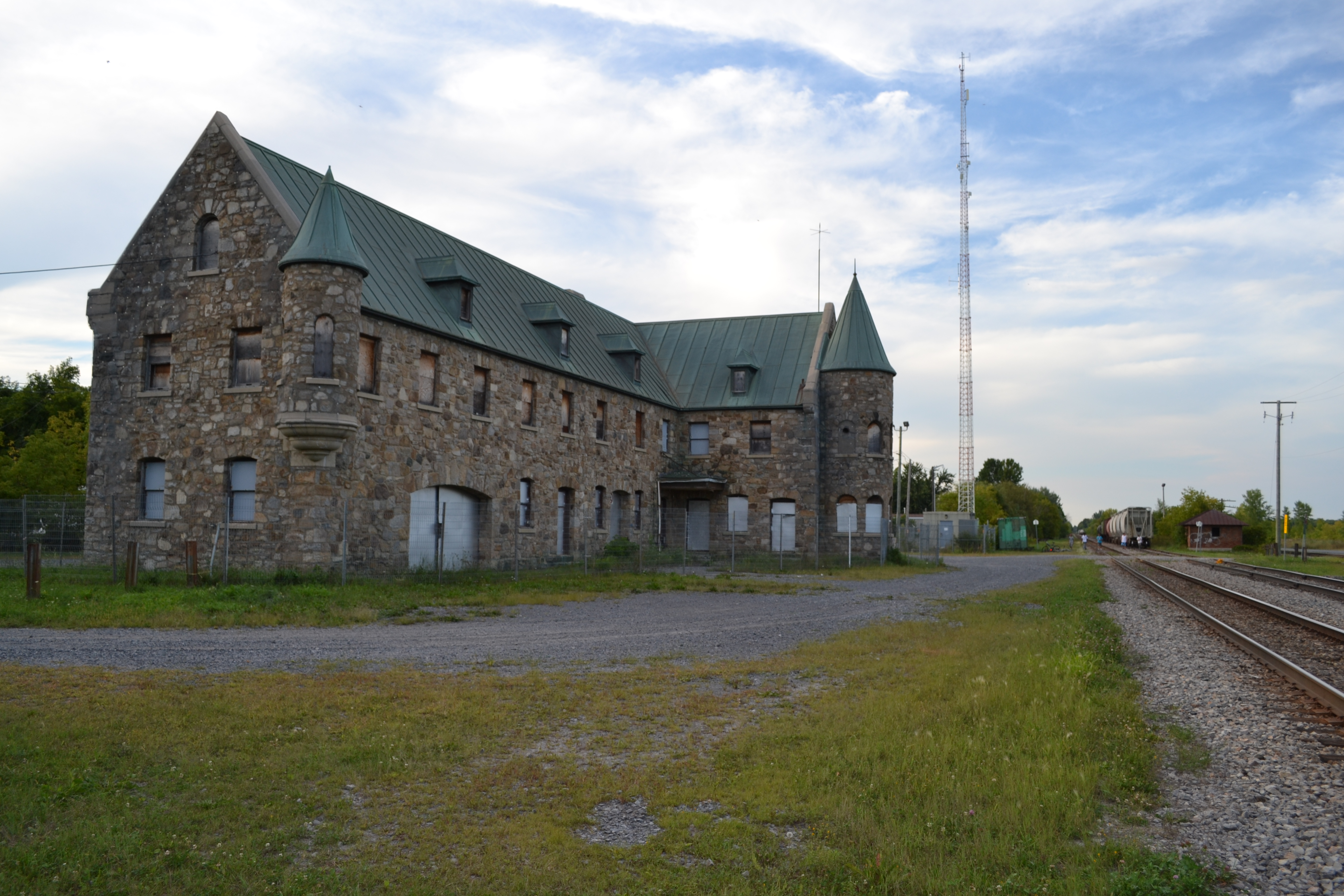
Gare de Napierville Junction

Lacolle est à la frontière de l'État de New York, au nord-ouest du lac Champlain, à 58 km de Montréal. Elle est située à l'embouchure nord du lac Champlain. Elle est traversée par la route 221 et 202. Le territoire se trouve au sud de Saint-Paul-de-l'île-aux-noix. La rivière Lacolle traverse la municipalité d'ouest en est pour se jeter dans la rivière Richelieu à l'est du village, en face de l'île Ash. Cette dernière 
délimite l'est la municipalité en coulant vers le nord.

## Démographie
| 1986  | 1991  | 1996  | 2001  | 2006  | 2011  | 2016  | 2021  |
| ----- | ----- | ----- | ----- | ----- | ----- | ----- | ----- |
| 2 218 | 2 227 | 2 494 | 2 402 | 2 512 | 2 680 | 2 596 | 2 708 |

| Langue              | Population | Pct (%)  |
| ------------------- | ---------- | -------- |
| Français seulement  | 2,160      | 86.23% % |
| Anglais seulement   | 255        | 10.18 %  |
| Français et anglais | 15         | 0.60 %   |
| Autres langues      | 75         | 2.99 %   |

## Administration
Les élections municipales se font en bloc pour le maire et les six conseillers.
| Lacolle Maires depuis 2001                                                                                           |                         |                                       |          |
| Élection | Maire                   | Qualité                               | Résultat |
| 2001 | Yves Duteau             |                                       | Voir     |
| 2005 | Yves Duteau             | Voir                                  |          |
| 2009 | Yves Duteau             | Voir                                  |          |
| 2013 | Roland-Luc Béliveau     | Suspendu de façon intérimaire en 2017 | Voir     |
| 2017 | Michel Guyon            | Maire intérimaire                     | Voir     |
| 2017 | Jacques Lemaistre-Caron | Conseiller municipal (2013-2016)      | Voir     |
| 2021 | Jacques Lemaistre-Caron | Conseiller municipal (2013-2016)      | Voir     |
| Élection partielle en italique Depuis 2005, les élections sont simultanées dans toutes les municipalités québécoises |                         |                                       |          |

## Urbanisme

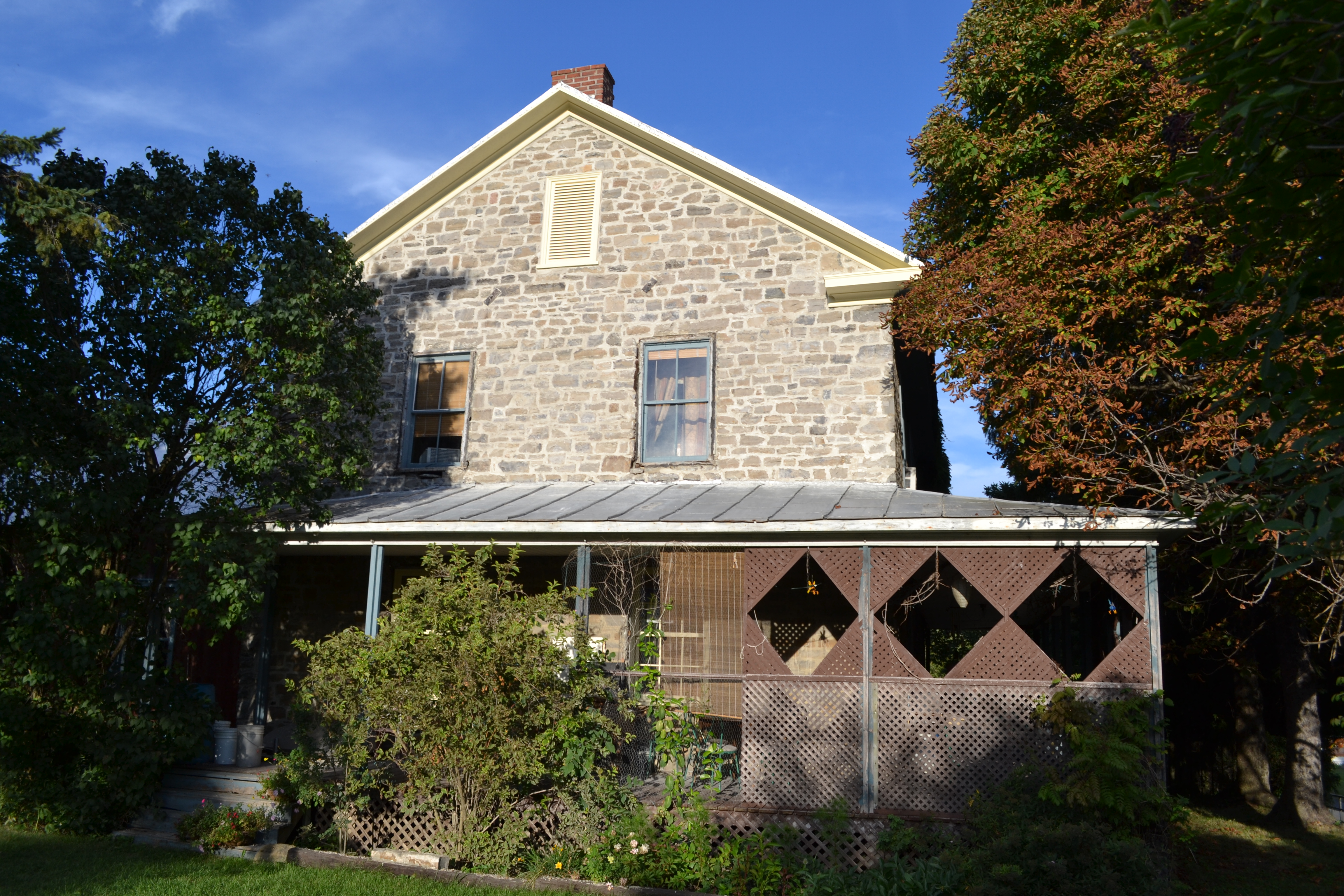
48, rue Van Vliet

Municipalité patrimoniale, Lacolle offre des attraits historiques datant de la guerre anglo-américaine de 1812 et du passage des Patriotes dans la région en 1838. De nombreuses marinas sont aménagées sur la rive Ouest de la rivière Richelieu. Les activités nautiques sur la rivière Richelieu contribuent grandement à l'économie locale.